# Đoàn Minh Huyên

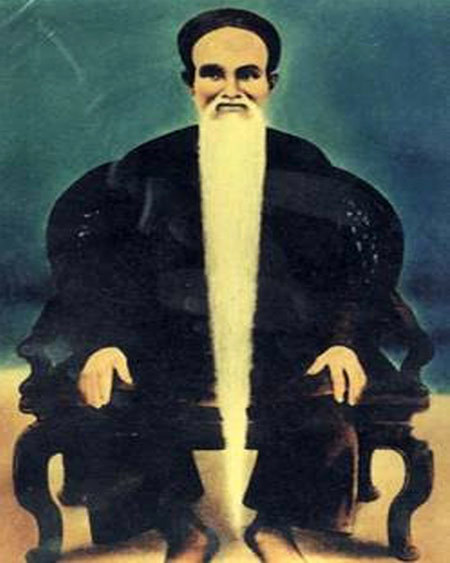
Chân Dung Đức Phật Thầy Tây An (Đoàn Minh Huyên)

Chùa Tây An (Núi Sam, Châu Đốc), nơi Đoàn Minh Huyên bị buộc đến tu, và rồi viên tịch tại đây.

Đoàn Minh Huyên (段明諠, 14 tháng 11 năm 1807 - 10 tháng 9 năm 1856), hay Đoàn Văn Huyên, quý danh là Lê Hướng Thiện, đạo hiệu: Giác Linh, được tín đồ gọi tôn kính là Phật Thầy Tây An. Ngoài vai trò là người sáng lập giáo phái (Bửu Sơn Kỳ Hương) bản địa đầu tiên ở An Giang, ông còn là một nhà yêu nước, nhà dinh điền đã có công khai hoang nhiều vùng đất ở Nam Bộ (Việt Nam).

## Thân thế và hành trạng

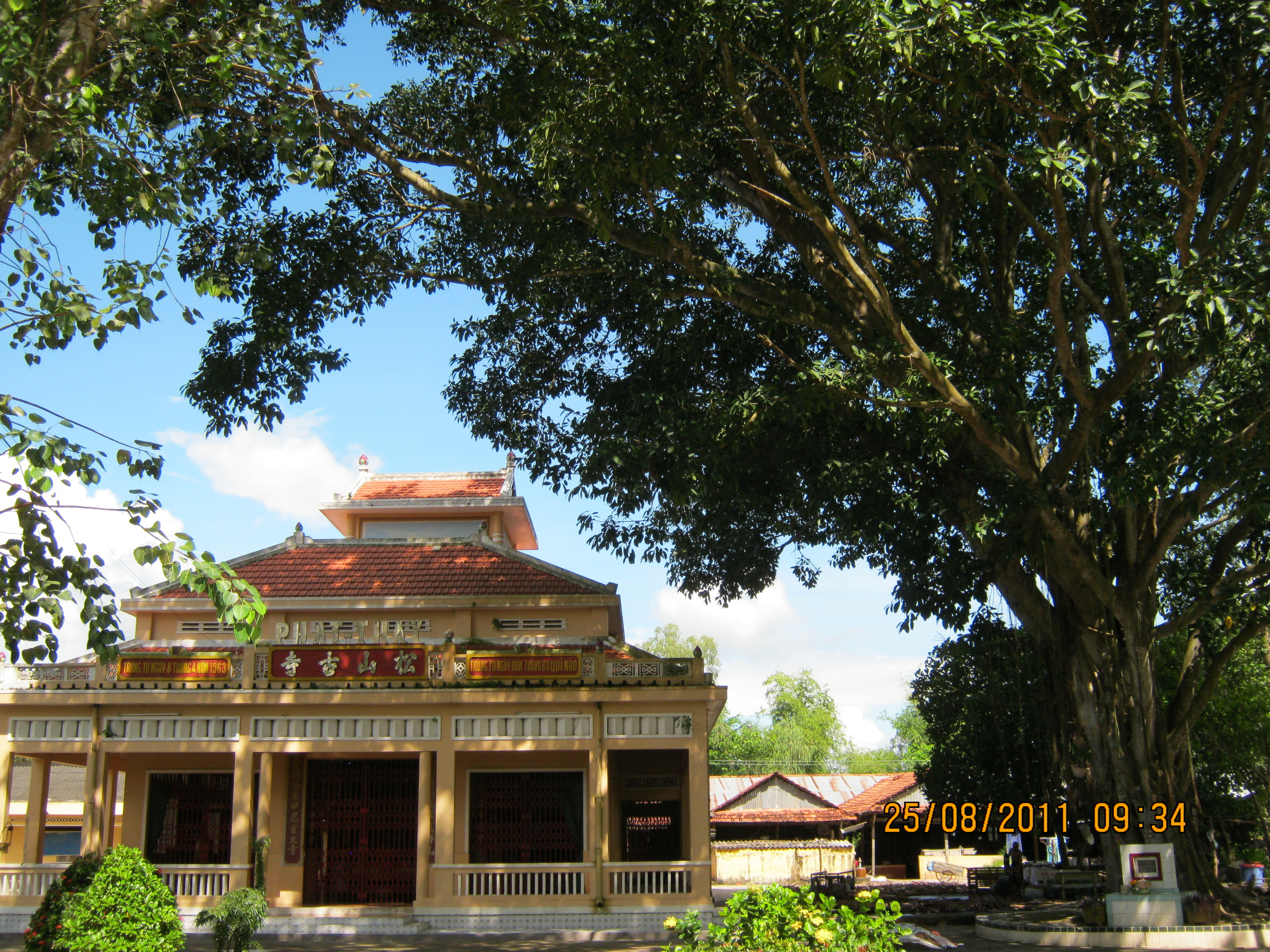
Chùa (hay đình) Tòng Sơn ở xã Mỹ An Hưng A (Lấp Vò). Tưởng nhớ công ơn, người dân đã lập ngôi thờ này tại quê hương ông.

Đoàn Minh Huyên là người ở vùng Cái Tàu Thượng, thuộc làng Tòng Sơn, tổng An Thạnh, huyện Vĩnh An, phủ Tân Thành, tỉnh An Giang; đến thời Pháp thuộc đổi thành làng Tòng Sơn và sau đó là làng Mỹ An Hưng thuộc tổng An Thạnh Thượng, quận Châu Thành, tỉnh Sa Đéc (nay thuộc xã Mỹ An Hưng A, huyện Lấp Vò, tỉnh Đồng Tháp).
Năm 1849, ở Nam Kỳ, xảy ra vụ mất mùa và đại dịch (kéo dài đến 1850), đã làm nhân dân lâm vào cảnh cùng cực, khổ đau và chết chóc. Trong hoàn cảnh ấy, ông Đoàn Minh Huyên từ Tòng Sơn vào Trà Bư (nay thuộc ấp An Thái, thị trấn Hội An, huyện Chợ Mới, tỉnh An Giang), rồi đến vùng Kiến Thạnh (xưa thuộc làng Long Kiến; nay thuộc xã Long Giang, huyện Chợ Mới, tỉnh An Giang), cư ngụ ở cốc ông đạo Kiến, trổ tài trị bệnh cho dân. Từ chỗ chữa trị bệnh có kết quả, ông dìu dắt được nhiều bệnh nhân và người thân của họ nghe theo những điều dạy khuyên của ông.
Thấy người tin theo ngày một đông, nên ngay năm ấy (1849), ông đã sáng lập ra đạo Bửu Sơn Kỳ Hương, với tôn chỉ và phương pháp hành đạo rất đơn giản.
Nghe ông chữa bệnh bằng nước cúng (nước lã), bông cúng,...đồng thời rao giảng đạo, quan tỉnh An Giang nghi ngờ ông là gian đạo sĩ, hoạt động chính trị nên bắt giam, nhưng xét không có bằng chứng phải thả tự do cho ông. Song ông buộc phải quy y theo đạo phật (phái Lâm Tế) và tu tại chùa Tây An, dưới chân núi Sam (Châu Đốc). Từ đó, ông được người dân tin tưởng gọi tôn kính là Phật Thầy Tây An.
Mặc dù bị chỉ định cư trú, song ông vẫn thường đi lại khắp miền sông Hậu, phổ biến giáo lý Tứ Ân, đồng thời vận động dân nghèo khai hoang, dần hình thành 4 trung tâm dinh điền lớn, đó là Đồng Tháp Mười (Đồng Tháp), Thới Sơn (Tịnh Biên), Láng Linh và Cái Dầu (đều thuộc Châu Phú)...
Phật Thầy Tây An viên tịch ngày 10 tháng 9 năm 1856, lúc 49 tuổi. Hiện mộ ông ở phía sau chùa Tây An (Châu Đốc), không đấp nấm theo lời căn dặn của ông. Ông có nhiều đệ tử giỏi, như Đức Cố Quản (Trần Văn Thành), Tăng Chủ (Bùi Đình Thân), Đạo Xuyến (Nguyễn Văn Xuyến), Đạo Lập (Phạm Thái Chung), Đạo Thắng (Nguyễn Văn Thắng),v.v...
Sau này, tên của ông đã được đặt cho một trường trung học cơ sở tại phường Thới Sơn, thị xã Tịnh Biên, tỉnh An Giang.

## Đôi nét vềđạo Bửu Sơn Kỳ Hương

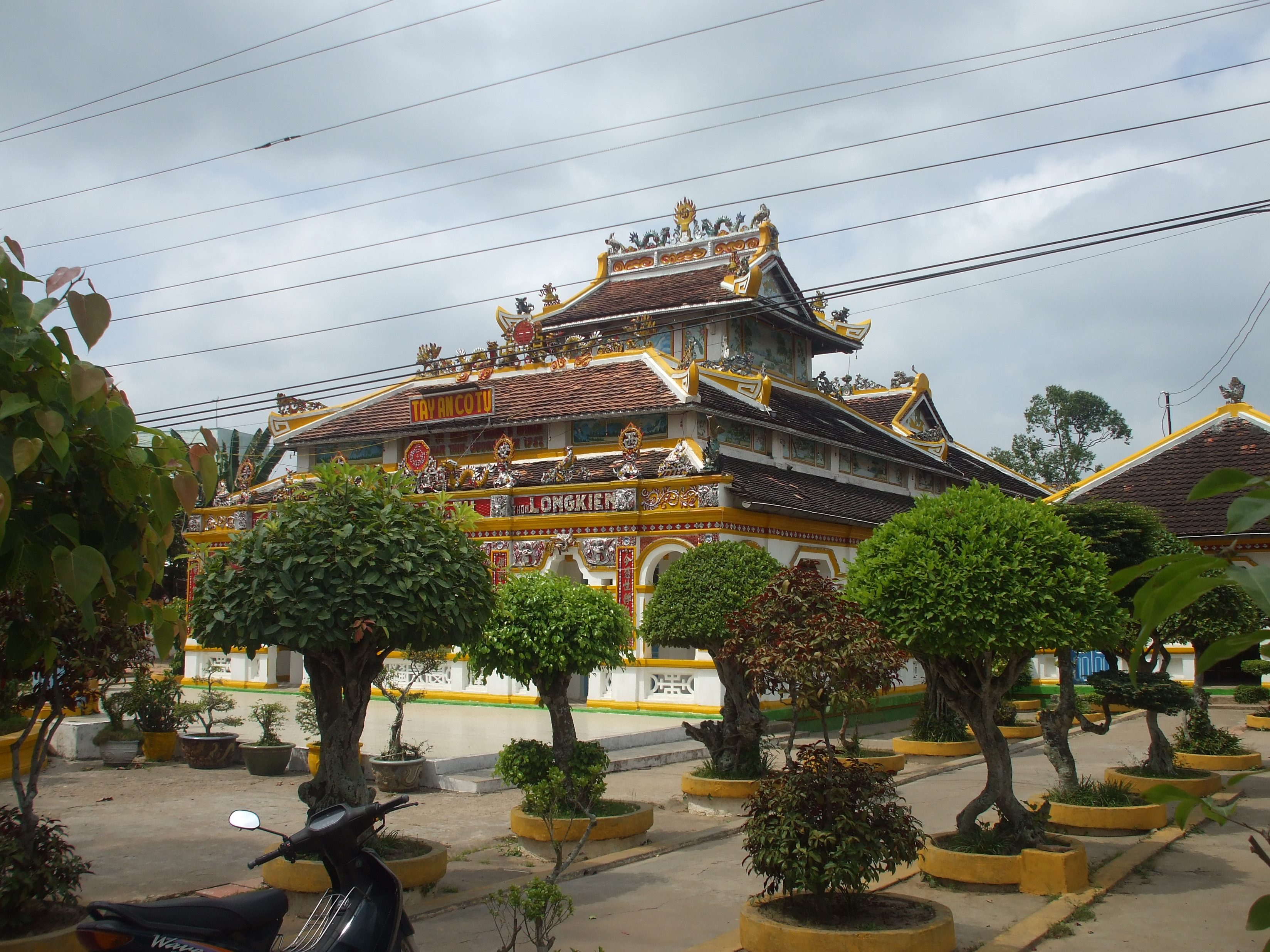
Tây An cổ tự (Long Giang, Chợ Mới). Khi xưa nơi đây là cốc ông đạo Kiến, sau đó Đoàn Minh Huyên đến tu và trị bệnh cho dân. Tưởng nhớ công ơn, người dân đã lập ngôi thờ này.

Theo truyền thuyết của giáo phái này, thì Bửu Sơn (núi báu) là Thất Sơn, mà linh thiêng nhất là núi Cấm. Kỳ hương tức là mùi hương lạ. Hội Long Hoa sau thời Mạt pháp sẽ được Phật Di-lặc thành lập ở đó để đón nhận những ai biết tu hiền.
Trước thực trạng nghèo đói và bệnh tật triền miên, nghe nói hội Long Hoa giống như cõi Tiên tại thế, mà việc hành đạo lại rất dễ, nên người tin theo ngày càng đông.
Người đến quy y sẽ được Đoàn Minh Huyên cấp cho một tấm "lòng phái" (mảnh giấy màu vàng có ghi bốn chữ "Bửu Sơn kỳ Hương" màu son), được truyền dạy giáo lý "học Phật- tu Nhân", tức là noi theo giáo lý Đức Phật mà tu sửa con người, tích cực thực hành thuyết "Tứ ân (ơn)", đó là: Ân tổ tiên cha mẹ, Ân đất nước, Ân Tam bảo và  Ân đồng bào nhân loại.
Về việc hành đạo, tuy lấy đạo Phật làm gốc, nhưng tín đồ đạo này không cần thờ tượng Phật (trên ngôi thờ Tam bảo chỉ cần thờ tấm trần điều màu đỏ), không cần phải ly gia cắt ái, không cần ăn chay, cạo râu tóc, gõ mõ tụng kinh,...và không cần phải dâng cúng những lễ vật tốn kém (bông hoa, nước lã là đủ).
Trong những lời sấm truyền của Phật Thầy để lại cho đệ tử có câu:
Chừng nào gốc mộc nên chồi
Ta vưng sắc lệnh tái hồi trần gian
Hay câu:
Nay già đã hết già hóa trẻ
Nên giữa đông bổng lại có sông
Và một đều Phật Thầy Tây An có ba ngắn cổ sau này Đức Huỳnh Phú Sổ ra đời cũng có ba ngắn cổ và Ngài viết ra quyển 2 sấm giảng nhắc lại bút tích Phật Thầy nên hầu hết tín đồ Bửu Sơn Kỳ hương hay Phật giáo Hòa Hảo đều nhìn nhận.
Nhiều nhà nghiên cứu, trong đó có Sơn Nam cho rằng đây là lối tu theo thuyết "vô vi", tức là không chú trọng đến hình thức, không dụng tâm bày đặt ra cái này cái khác .
Sau này, đạo Tứ Ân Hiếu Nghĩa và đạo Hòa Hảo chịu ảnh hưởng sâu sắc các yếu lý trên .
Tại nơi trại ruộng làng Thới Sơn Phật Thầy có truyền lại một bài sấm ngữ:
Bửu Ngọc Quân Minh Thiên Việt Nguyên
Sơn Trung Sư Mạng Địa Nam Tiền
Kỳ Niên Trạng Tái Tân Phục Quốc
Hương Xuất Trình Sanh Tạo Nghiệp Yên.
Bửu Sơn Kỳ Hương
Ngọc Trung Niên Xuất
Quân Sư Trạng Trình
Minh Mạng Tái Sanh
Thiên Địa Tân Tạo
Việt Nam Phục Nghiệp
Nguyên Tiền Quốc Yên.

## Công đức

Mộ Phật Thầy Tây An

Phật Thầy Tây An là một nhà yêu nước ẩn dưới chiếc áo nhà tu. Ông vừa trị bệnh cứu người, vừa quy tụ nông dân nghèo khai hoang, vừa phổ biến "Tứ ân", mà trong đó "Ân đất nước" rất được chú trọng. 
Điểm đáng lưu ý nữa, đó là những "trại ruộng" mà ông lập ra chỉ là hình thức, thực chất đấy là căn cứ tập hợp nông dân chống lại chính sách cai trị hà khắc của nhà Nguyễn. Sau này, khi thực dân Pháp đến xâm lược, thì những nơi ấy trở thành những căn cứ chống ngoại xâm, nhiều tín đồ của ông trở thành nghĩa quân (để đền ơn đất nước), mà cuộc khởi nghĩa Bảy Thưa (1867 -1873) do Trần Văn Thành (đại đệ tử của Phật Thầy Tây An) phát động, là một minh chứng .

## Giai thoại

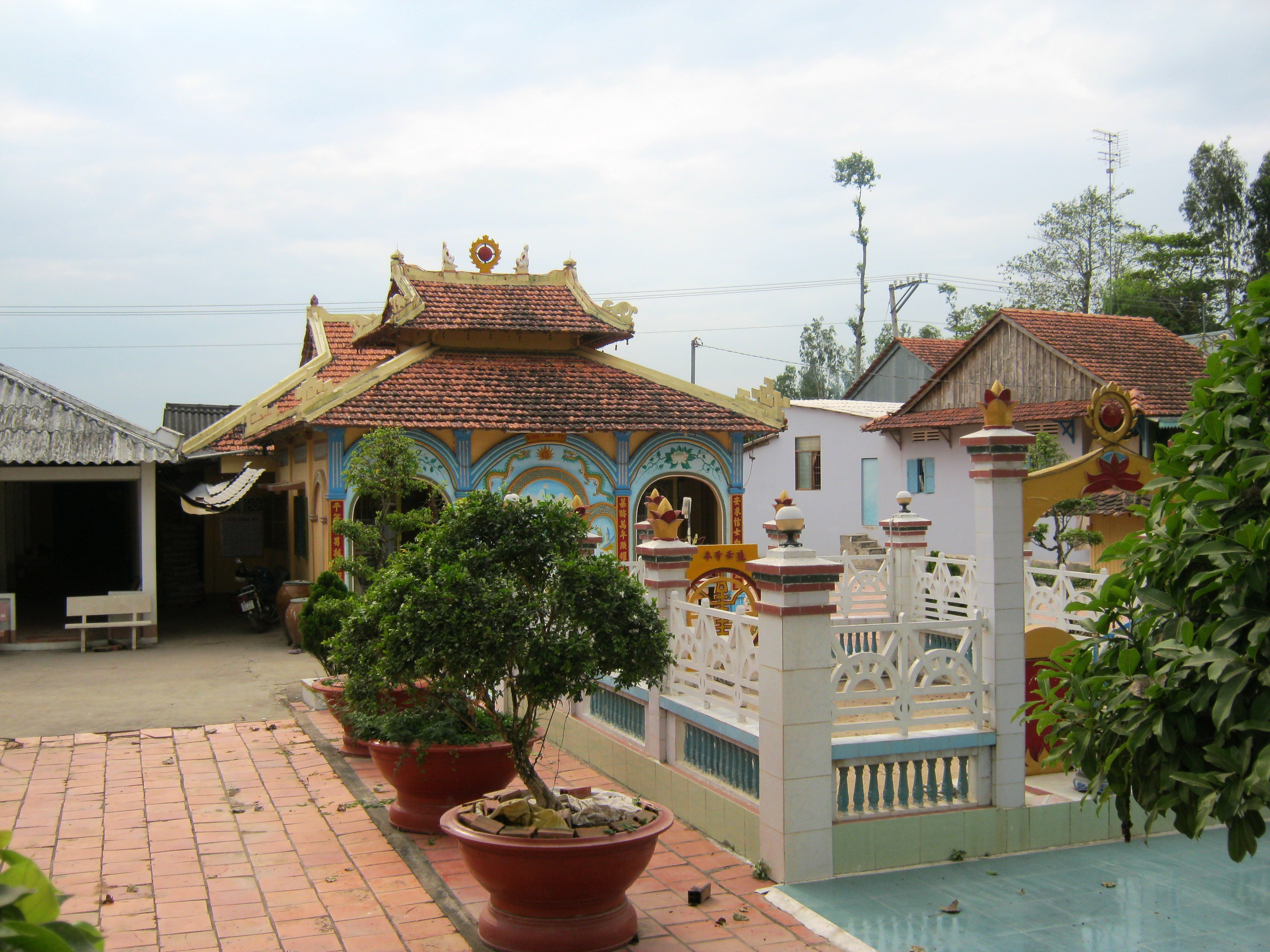
Khu đền mộ Phật Mẫu (mẹ Phật Thầy Tây An) ở Cái Nai (Hội An, Chợ Mới, An Giang).

Gần đây trong cuốn "Thân thế Phật thầy Tây An" của cư sĩ Spô-Liêu dựa vào truyện thơ Kim cổ kỳ quan của ông Nguyễn Văn Thới (1866-1926). Theo đó, Phật thầy có tên thật là Nguyễn Quang Mục, con của vua Quang Trung và Ngọc Hân công chúa. Cái tên Đoàn Minh Huyên chỉ là để che mắt nhà Nguyễn. Ý ẩn trong chữ "Bửu Sơn Kỳ Hương" là "Tây Sơn Hồ Thơm" (Hồ Thơm là tên thật của vua Quang Trung), chữ "Tây An" đọc ngược lại là "An Tây" chính là tên ấp Tây Sơn thời nhà Nguyễn. Ngoài ra trong chùa Tây An cũng có bàn thờ một tấm vải điều. Dân gian cho rằng đó chính là lá cờ đào của triều đại Tây Sơn. Tuy nhiên giả thiết này không có căn cứ, chưa được các nhà sử học công nhận. Ý kiến khác cho rằng đây là một giả thuyết "quá mơ hồ và phi lịch sử". Theo sử sách và các tài liệu chính thống của các hoàng triều thì con của Hoàng đế Quang Trung và Bắc cung hoàng hậu Ngọc Hân đều không có ai tên là Nguyễn Quang Mục? Với con nhà thường dân thì có thể còn bị bỏ sót hoặc thất lạc, lưu tán không rõ nhưng với thân phận của Quang Trung Hoàng đế và Ngọc Hân công chúa thì không thể có chuyện sử sách đương thời lại không biết. (Xem thêm phần thảo luận)..

## Sách tham khảo
- Nhiều người soạn, Địa chí An Giang (Tập 2), do UBND tỉnh An Giang tổ chức biên soạn và ấn hành, 2007.
- Sơn Nam, Lịch sử An Giang, Nhà xuất bản Tổng hợp An Giang, 1988.
- Sơn Nam, Cá tính miền Nam. Nhà xuất bản Trẻ, 1997.
- Nguyễn Q. Thắng - Nguyễn Bá Thế, Từ điển nhân vật lịch sử Việt Nam. Nhà xuất bản Khoa học xã hội, Hà Nội, 1992.
- GS. Trịnh Vân Thanh, Thành ngữ điển tích danh nhân từ điển (quyển 2, mục từ "Phật Thầy Tây An"). Nhà xuất bản Hồn Thiêng, Sài Gòn, 1967.
- Nhiều người soạn, Kỷ lục An Giang 2009, Nhà xuất bản Thông Tấn, 2010.